# Valentin Jacob
Valentin Jacob (Parigi, 15 giugno 1994) è un calciatore francese, centrocampista svincolato.

## Carriera
Ha esordito in Ligue 2 il 27 luglio 2018 disputando con il Niort l'incontro vinto 1-2 contro il Red Star; nell'estate del 2021, dopo tre stagioni consecutive in questa categoria, passa al Digione, altro club del medesimo torneo.

## Statistiche

### Presenze e reti nei club
Statistiche aggiornate al 2 febbraio 2023.
| Stagione         | Squadra          | Campionato       | Campionato | Campionato | Coppe nazionali | Coppe nazionali | Coppe nazionali | Coppe continentali | Coppe continentali | Coppe continentali | Altre coppe | Altre coppe | Altre coppe | Totale | Totale |
| Stagione         | Squadra          | Comp             | Pres       | Reti       | Comp            | Pres            | Reti            | Comp               | Pres               | Reti               | Comp        | Pres        | Reti        | Pres   | Reti   |
| ---------------- | ---------------- | ---------------- | ---------- | ---------- | --------------- | --------------- | --------------- | ------------------ | ------------------ | ------------------ | ----------- | ----------- | ----------- | ------ | ------ |
| 2012-2013        | Sedan 2          | CFA2             | 12         | 0          |                 | -               | -               |                    | -                  | -                  |             | -           | -           | 12     | 0      |
| 2013-2014        | Auxerre 2        | CFA2             | 23         | 6          |                 | -               | -               |                    | -                  | -                  |             | -           | -           | 23     | 6      |
| 2014-2015        | Auxerre 2        | CFA2             | 19         | 5          |                 | -               | -               |                    | -                  | -                  |             | -           | -           | 19     | 5      |
| 2015-2016        | Auxerre 2        | CFA              | 23         | 3          |                 | -               | -               |                    | -                  | -                  |             | -           | -           | 23     | 3      |
| Totale Auxerre 2 | Totale Auxerre 2 | Totale Auxerre 2 | 65         | 14         |                 | -               | -               |                    | -                  | -                  |             | -           | -           | 65     | 14     |
| 2016-2017        | Annecy           | CFA              | 19         | 6          |                 | -               | -               |                    | -                  | -                  |             | -           | -           | 19     | 6      |
| 2017-2018        | Annecy           | N2               | 28         | 15         | CF              | 1               | 1               |                    | -                  | -                  |             | -           | -           | 29     | 16     |
| Totale Annecy    | Totale Annecy    | Totale Annecy    | 47         | 21         |                 | 1               | 1               |                    | -                  | -                  |             | -           | -           | 48     | 22     |
| 2018-2019        | Niort 2          | N3               | 1          | 0          |                 | -               | -               |                    | -                  | -                  |             | -           | -           | 1      | 0      |
| 2018-2019        | Niort            | L2               | 36         | 4          | CF+CdL          | 3+1             | 0               |                    | -                  | -                  |             | -           | -           | 40     | 4      |
| 2019-2020        | Niort            | L2               | 23         | 4          | CF+CdL          | 1+3             | 0               |                    | -                  | -                  |             | -           | -           | 27     | 4      |
| 2020-2021        | Niort            | L2               | 27+1       | 3+0        | CF              | 1               | 0               |                    | -                  | -                  |             | -           | -           | 29     | 3      |
| Totale Niort     | Totale Niort     | Totale Niort     | 86+1       | 11         |                 | 9               | 0               |                    | -                  | -                  |             | -           | -           | 96     | 11     |
| 2021-2022        | Digione 2        | N3               | 1          | 0          |                 | -               | -               |                    | -                  | -                  |             | -           | -           | 1      | 0      |
| 2021-2022        | Digione          | L2               | 32         | 2          | CF              | 1               | 1               |                    | -                  | -                  |             | -           | -           | 33     | 3      |
| 2022-2023        | Digione          | L2               | 16         | 1          | CF              | 1               | 0               |                    | -                  | -                  |             | -           | -           | 17     | 1      |
| Totale Digione   | Totale Digione   | Totale Digione   | 48         | 3          |                 | 2               | 1               |                    | -                  | -                  |             | -           | -           | 50     | 4      |
| Totale carriera  | Totale carriera  | Totale carriera  | 261        | 50         |                 | 12              | 2               |                    | -                  | -                  |             | -           | -           | 273    | 52     |